# Henrik Ojamaa

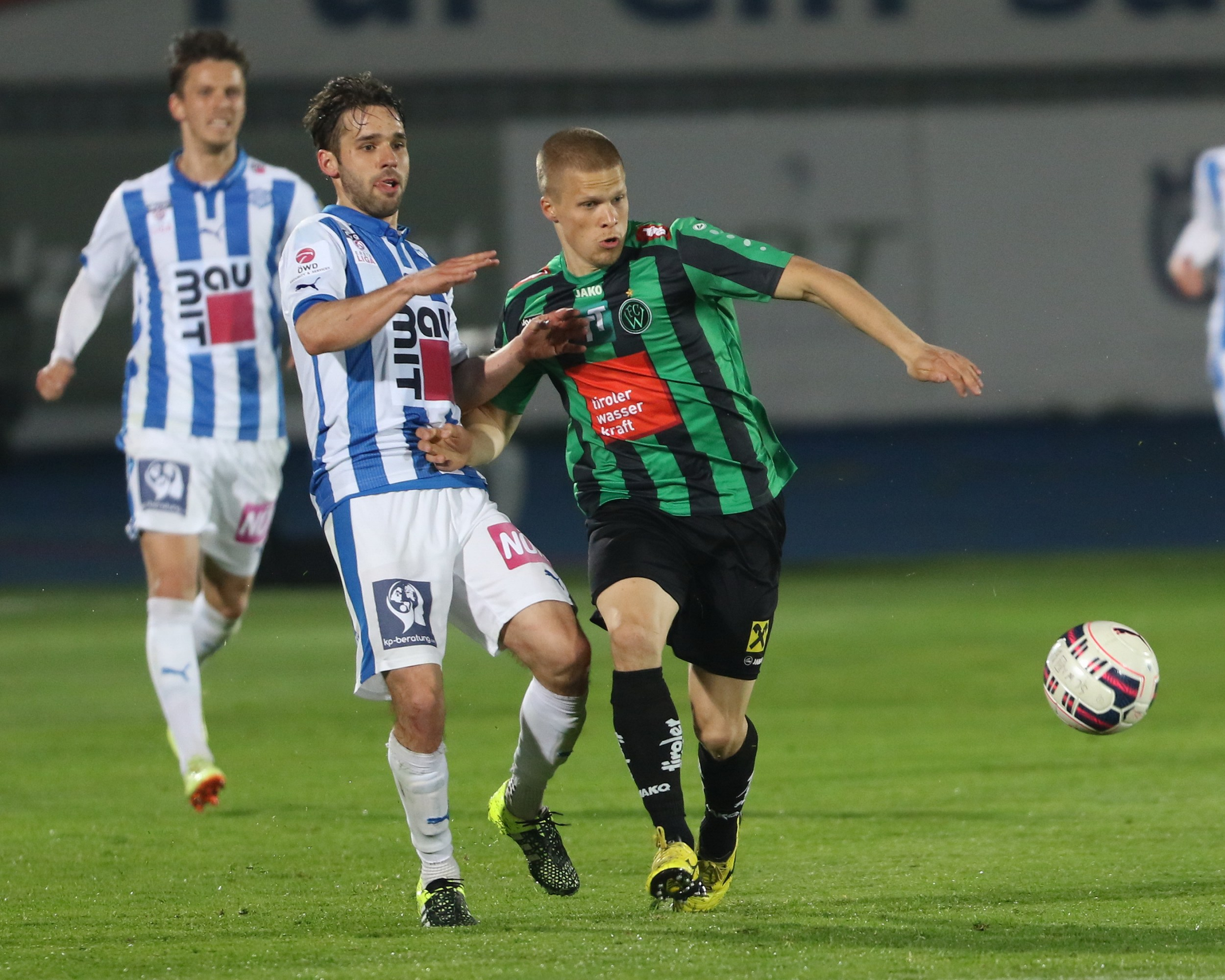
Henrik Ojamaa (Bildmitte) in Aktion

Henrik Ojamaa (* 20. Mai 1991 in Tallinn) ist ein estnischer Fußballspieler, der aktuell beim Paide Linnameeskond unter Vertrag steht.

## Karriere

### Verein
Ojamaa begann seine Karriere beim estnischen Rekordmeister FC Flora Tallinn. Im Jahr 2007 wechselte er in die Jugendakademie von Derby County. Nachdem sich Ojamaa im Profikader nicht durchsetzen konnte, wurde er zu den Stafford Rangers in die Conference North verliehen. Zur Saison 2010/11 unterschrieb er einen Zweijahresvertrag bei Alemannia Aachen. Sein Profidebüt gab er am 27. November 2010 im Heimspiel gegen den FC Augsburg (1:3), als er in der 88. Minute für Babacar Guèye eingewechselt wurde.
In der Winterpause 2010/11 besuchte Ojamaa das Trainingslager des niederländischen Zweitligisten Fortuna Sittard in Belek,  wobei er unter anderem zu einem Einsatz gegen Gaziantepspor kam. Im Anschluss daran verpflichtete ihn die Fortuna auf Leihbasis für die Rückrunde. Im Sommer 2011 einigten sich Alemannia Aachen und Ojamaa darauf, den Vertrag aufzulösen.
Kurz darauf unterschrieb Ojamaa einen Vertrag bei Rovaniemen Palloseura aus der finnischen Veikkausliiga. Mit dem neuen Klub konnte Ojamaa den Abstieg am Saisonende nicht verhindern.

#### Wechsel nach Schottland
Da sein Vertrag mit Saisonende bei Rovaniemen PS ablief und nicht verlängert wurde, befand er sich im November 2011 im Probetraining beim FC Motherwell aus der Scottish Premier League. Danach testete der polnische Erstligist Śląsk Wrocław den Esten im Dezember im Probetraining. Am 4. Januar 2012 unterschrieb er dann bei Motherwell einen Vertrag bis zum Saisonende. Sein Debüt gab Ojamaa drei Tage später im Schottischen Pokal gegen den FC Queen’s Park. Dort traf er nach seiner Einwechslung für den Schotten Robert McHugh, in der 90. Spielminute zum 4:0-Endstand. Sein Debüt in der Liga gab er am 23. Spieltag bei der 0:1-Heimniederlage gegen Inverness Caledonian Thistle. Bereits nach einem Monat in Schottland konnte sich der Stürmer ein Stammplatz erkämpfen, und traf in den ersten fünf Spielen für Motherwell viermal; bis Saisonende siebenmal und gab dazu zahlreiche Torvorlagen. Durch seine Treffsicherheit bei wichtigen Spielen wurde er im Januar 2012 mit Titel des SPL Jungprofi des Monats geehrt. Den zum Saisonende hin auslaufenden Vertrag verlängerte der FC Motherwell mit Ojamaa bis 2014.

#### Wechsel nach Polen
Zur Saison 2013/14 wechselte Ojamaa zum polnischen Meister und Pokalsieger Legia Warschau. Dort unterschrieb er einen Dreijahresvertrag. In der Saison 2013/2014 kam er 33-mal in der Ekstraklasa zum Einsatz und erzielte 2 Tore. Mit Legia wurde er gleich in seiner ersten Saison polnischer Meister. 2014 wurde er für 1 Jahr an FC Motherwell ausgeliehen. Anfang 2015 spielte er auf Leihbasis beim norwegischen Klub Sarpsborg 08 FF.

#### Über England und Österreich in die Niederlande
Nach seiner Rückkehr nach Polen wechselte er zunächst im September 2015 nach England zum Drittligisten Swindon Town. Doch schon im Januar 2016 kehrte er wieder aufs Festland zurück, diesmal wechselte er nach Österreich zum Zweitligisten FC Wacker Innsbruck. Am 20. Juni 2016 wurde sein Vertrag bei den Tirolern aufgelöst.
Einen Tag nach der Vertragsauflösung wechselte er in die Niederlande zum Erstligaaufsteiger Go Ahead Eagles Deventer, wo er einen bis Juni 2018 gültigen Vertrag erhielt. Im Januar 2017 wurde Ojamaa an den FC Dundee verliehen.

#### Kroatien, Polen und Rückkehr in die Heimat
Nach dem Ende seiner Leihe stand er drei Monate für die Go Ahead Eagles Deventer unter Vertrag, kam jedoch nicht mehr zum Einsatz. Nach zwei Monaten ohne Verein wechselte er schließlich nach Kroatien zu HNK Gorica. Danach wechselte er 2018 für zwei Jahre zu Miedź Legnica, wo er wieder auf sich aufmerksam machen konnte, sodass er schließlich zu Widzew Łódź wechselte. 2021 wechselte er zurück nach Estland zu seinem Jugendverein in Tallinn.

### Nationalmannschaft
Zwischen 2007 und dem Jahr 2008 lief Ojamaa 13-mal für die Junioren der U-19 aus Estland auf, und zwischen 2009 und 2011 für die U-21. In seinem dritten und letzten Spiel für die Estnische U-21 gegen Luxemburg im März 2011 konnte Ojamaa einen Hattrick erzielen. In der 53. Spielminute wurde er durch Albert Prosa ersetzt, der anschließend zum 6:0-Endstand traf. Sein Debüt in der Estnischen Nationalmannschaft gab er in einem Freundschaftsspiel Ende Mai 2012 gegen Kroatien. Unter dem Nationaltrainer Tarmo Rüütli stand er in der Startaufstellung und wurde in der 58. Minute durch Kaimar Saag ausgewechselt.

## Erfolge
Legia Warschau
- Polnischer Meister: 2014

HNK Gorica
- Kroatischer Zweitligameister: 2018

FC Flora Tallinn
- Estnischer Supercupsieger: 2021

- Estnischer Meister: 2022

## Sonstiges
Sein jüngerer Bruder Hindrek spielt bei Paide Linnameeskond.